# Atethmia obscura
Atethmia obscura är en fjärilsart som beskrevs av Ludwig Osthelder 1933. Atethmia obscura ingår i släktet Atethmia och familjen nattflyn. Inga underarter finns listade i Catalogue of Life.